# توجيه غير مباشر

## التوجية غير المباشر وأثره على التوجيه
المقصود هنا بكلمة التربية :الإشراف على الأفراد الفئة المراد تربيتها ورعايتها بالتوجيه والتغذية حتى يتم تحقيق المطلوب منه ويصبح قادر على تميز تصرفاته بشكل واعي ومتزن ولقد أتبع الأولياء والمسؤولين أساليب متعددة لتحقيق أهدافهم بإخراج جيلا واعي متفهم وأستخدموا أساليب متعددة منها
أسلوب التوجية غير المباشر :هو أسلوب يتبعه المربون حول شخصية الشخص المراد توجية ويكون متمركز حول أموره من خلال معرفة البيئة المحيطة به اصدقائه ومواقف وقضايا حدثت له لا يكون المقصود منها تربية لكن يستفيد منها ليتعلم كيفية التصرف و ليكسب خبرة وثقافة تساعده في حياته حيث أن البيئة أكثر عامل تؤثر بالشخص حيث أنها تنمي له شخصية حيث يكتسب مهارات وثقافات عن طريق البيئة المحيطة به فيجب عليه التمييز بين هذه المهارات بحيث تكون إيجابية تعود عليه بالفائدة والمنفعة.
الوسائل والأساليب :
1-الأساليب كلامية :استخدام تراكيب للغة العربية تعتبر من خلال الكلام عن الهدف المراد الوصول إليه مثل :
-اسلوب التعريض:هو أسلوب يسلكه المربون حيث يكون التصريح مخرجا عن طريق الأدب والمروة ويكون التأديب مهيجا فيه عناد .
-أسلوب الكناية :لفظ معنى قبيح بلفظ الحسن وهو باب يستخدمه المربي لتحسين الصفة القبيحة لدى الشخص بطريقة غير مباشرة يكون فيه القصد الوصول الي الشخص المراد تربيته.
2-الأساليب العملية :يكون التأديب بطريقة عملية عن طريق المشاهد والإعجاب من صورها.
-القدوة :هي أن يتبع المرء نهج شخص أحبه وتعلم منه وتأثر به فيحاول الوصول اليه والقدوة أعظم الوسائل المساعدة في التربية.
-البيئة :أن البيئة العامل الأكثر أهمية في صنع شخصية المرء من خلال الصفات والأفعال التي يكتسبها المرء من خلال اصدقائه والمعلمون المحيطون به.
-وسائل الإعلام :تعتبر من أخطر الوسائل وأهمها لانها تسيطر على أدمغة الناس وتؤثر عليهم في كثير من الأحيان سلبا من خلال التلفاز ......الأكثر مشاهدة وتؤثر عليهم ومعتعداتهم ويتم توجيها حسب رغباتهم وحاجاتهم وليس في مصلحة المرء في كثير من الأحيان.
-القصة :سرد الأحداث والوقائع التي مر فيها المرء لتكون عبر ودروس يستفاد منها ومما يجعل المتعلم يدخل في أعماق القصة و يقتبس منها الفائدة وتعتبر القصة أفضل الوسائل في التوجية غير المباشر حيث تقدم الأفكار حيه مجسدة لها تأثير على المرء بحيث تستفيد دون تدخل أشخاص في حياتك وأنه يتعلم بمفرده فيشعر الاستغلال والتميز.